# Else Lasker-Schüler
  Else Lasker-Schüler    (Elberfeld i Elberfeld, 11 de febrer de 1869 - Jerusalem, 22 de gener de 1945) va ser una escriptora, poeta i dibuixant alemanya d’origen jueu.

## Biografia
Última de sis germans, era filla del banquer Aaron Schüler i de la seva esposa, Jeanette Kissing (figura central de les seves poesies). Com a nena prodigi, als quatre anys ja sabia llegir i escriure. Als 11 anys va començar a assistir al Liceu West an der Aue.
Poc després, la tragèdia familiar es va instal·lar en la seva vida, ja que el 1894 se li va morir un germà molt proper, Paul; el 1890 la seva mare, i el 1897 el pare.
El 1894 es va casar amb el metge Berthold Lasker, germà del campió mundial d'escacs Emanuel Lasker, i es va mudar a Berlín el 1895, on va viure fins al 1933.
El 1903 es va divorciar i es va casar amb l'escriptor Georg Lewin. Després de separar-se de Lewin, el 1910 es trobava sense ingressos propis i va haver de viure gràcies al suport d'amics, particularment, de Karl Kraus. El 1912 va conèixer Gottfried Benn, amb qui va mantenir una profunda amistat i li va dedicar diversos poemes d'amor.
El 1927 el seu fill Pau va morir de tuberculosi, cosa que li va produir una profunda crisi emocional. Malgrat haver guanyat el 1932 el Premi Kleist, el 19 d'abril de 1933 va emigrar a Zúric, després de les amenaces i els atacs violents del partit nazi. Va viatjar al Mandat Britànic de Palestina el 1934 i 1937. El 1938 li van revocar la nacionalitat alemanya i el 1939 va fer el tercer viatge a Palestina. A causa de l'esclat de la Segona Guerra Mundial se li va impossibilitar de tornar a Suïssa. El 1944 va emmalaltir greument i va morir finalment a causa d'un atac de cor. La van enterrar a la muntanya de les Oliveres, a Jerusalem, Palestina.

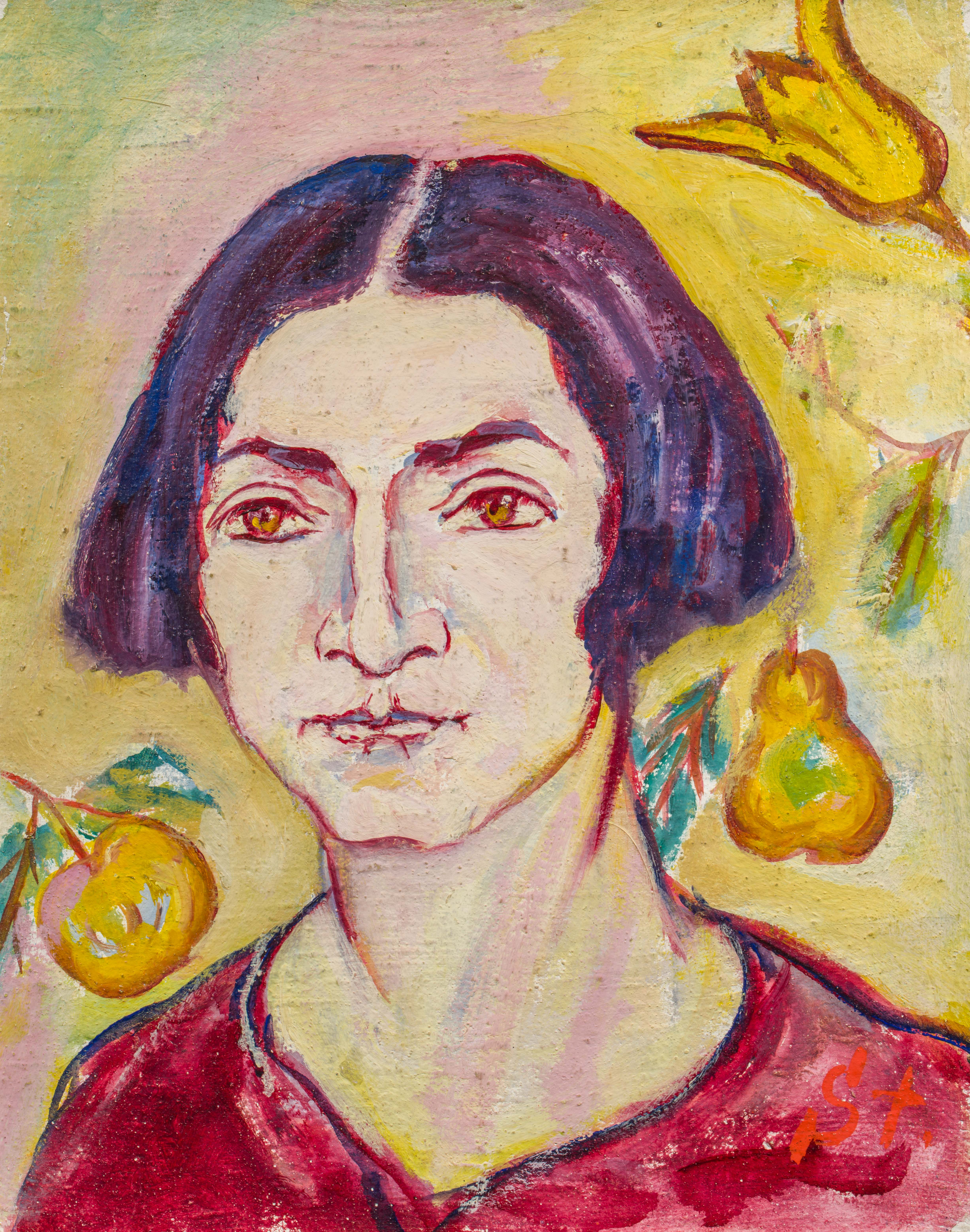
Else Lasker-Schüler, obra d'Stanislaus Stückgold

## Obra
Else Lasker-Schüler va produir una obra important composta per poemes, tres obres de teatre, cartes (El malik, 1919), una sèrie de cartes fictícies escrites a Franz Marc (mort durant la Primera Guerra mundial) i nombrosos dibuixos. Durant la seva vida, els seus poemes, els van publicar diverses revistes, com Der Sturm i Die Fackel de Karl Kraus. Va ser criticada amb rigor per l'escriptor txec Franz Kafka. Alguns dels seus títols són: 
- Styx (1902)
- Der Siebente Tag (1905)
- Die Nächte der Tino von Bagdad (1907)
- Meine Wunder (1911)
- Abraham und Isaak, dins de Hebräische Balladen (Balades hebrees, 1913)
- Ángel de Jerusalem, Memorial d'Else Lasker-Schüler a JerusalemGesammelte Gedichte (1917)

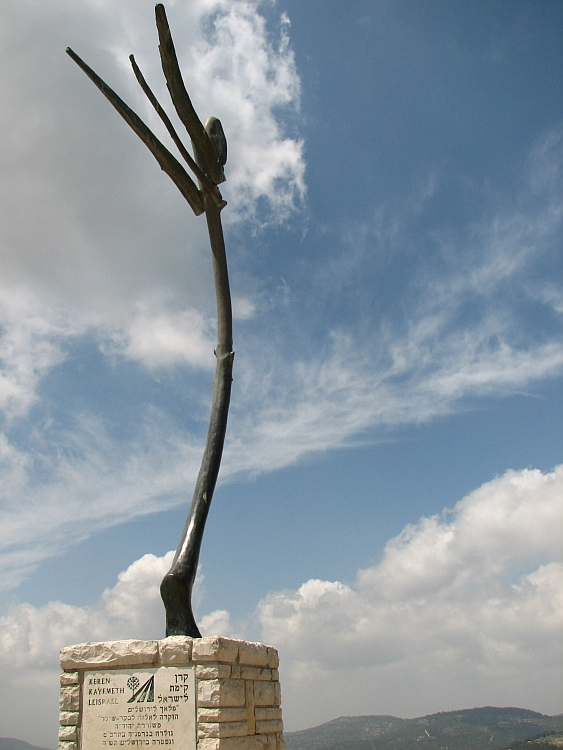
Ángel de Jerusalem, Memorial d'Else Lasker-Schüler a Jerusalem

- Mein Blaues Klavier (El meu piano blau, 1943), traduït al català per Feliu Formosa.[6] Martorell: Adesiara editorial, 2018

### Cartes
- El malik (1919)

### Teatre
- Els Wupper (1910)
- Arturo Aronymus i els seus pares (1932)
- Yoyyo (edició pòstuma, 1980)

## Lasker-Schüler al cinema
- El llargmetratge Ich räume auf (Poso en ordre!), basat en l'escrit polèmic homònim de la poeta, va ser filmat el 1979. L'actriu alemanya Gisela Stein va fer-hi el paper d'Else Lasker-Schüler. Producció: WDR. Direcció: Georg Brintrup.[7]